# Federazione italiana sport paralimpici per ipovedenti e ciechi
La Federazione italiana sport paralimpici per ipovedenti e ciechi è un'organizzazione nazionale dello sport per i disabili visivi ed ipovedenti in Italia.

## Discipline sportive
Nello sport degli ipovedenti e dei ciechi vi sono dei campionati e diversi sport che sono adatti alle persone con disabilità visiva, come il calcio a 5 per ipovedenti o il torball, il goalball. Vi sono numerose squadre che partecipano a vari campionati in base ai regolamenti del FISPIC e delle federazioni di sport. Partecipano anche ai campionati regionali insieme con gli udenti a livello regionale o provinciale, sia a livello dilettantisco sia a quello semi-professionale.

### Elenco degli sport
- Goalball
- Torball